# Warman
Warman är en ort i Kanada.   Den ligger i provinsen Saskatchewan, i den centrala delen av landet, 2 400 km väster om huvudstaden Ottawa. Warman ligger 507 meter över havet och antalet invånare är 3 252.
Terrängen runt Warman är platt. Runt Warman är det mycket glesbefolkat, med 3 invånare per kvadratkilometer.. Närmaste större samhälle är Martensville, 7,7 km sydväst om Warman.
Trakten runt Warman består till största delen av jordbruksmark.